# Sekijang (Tapung Hilir)
Sekijang is een bestuurslaag in het regentschap Kampar van de provincie Riau, Indonesië. Sekijang telt 9481 inwoners (volkstelling 2010).